# Henri Bouilhet

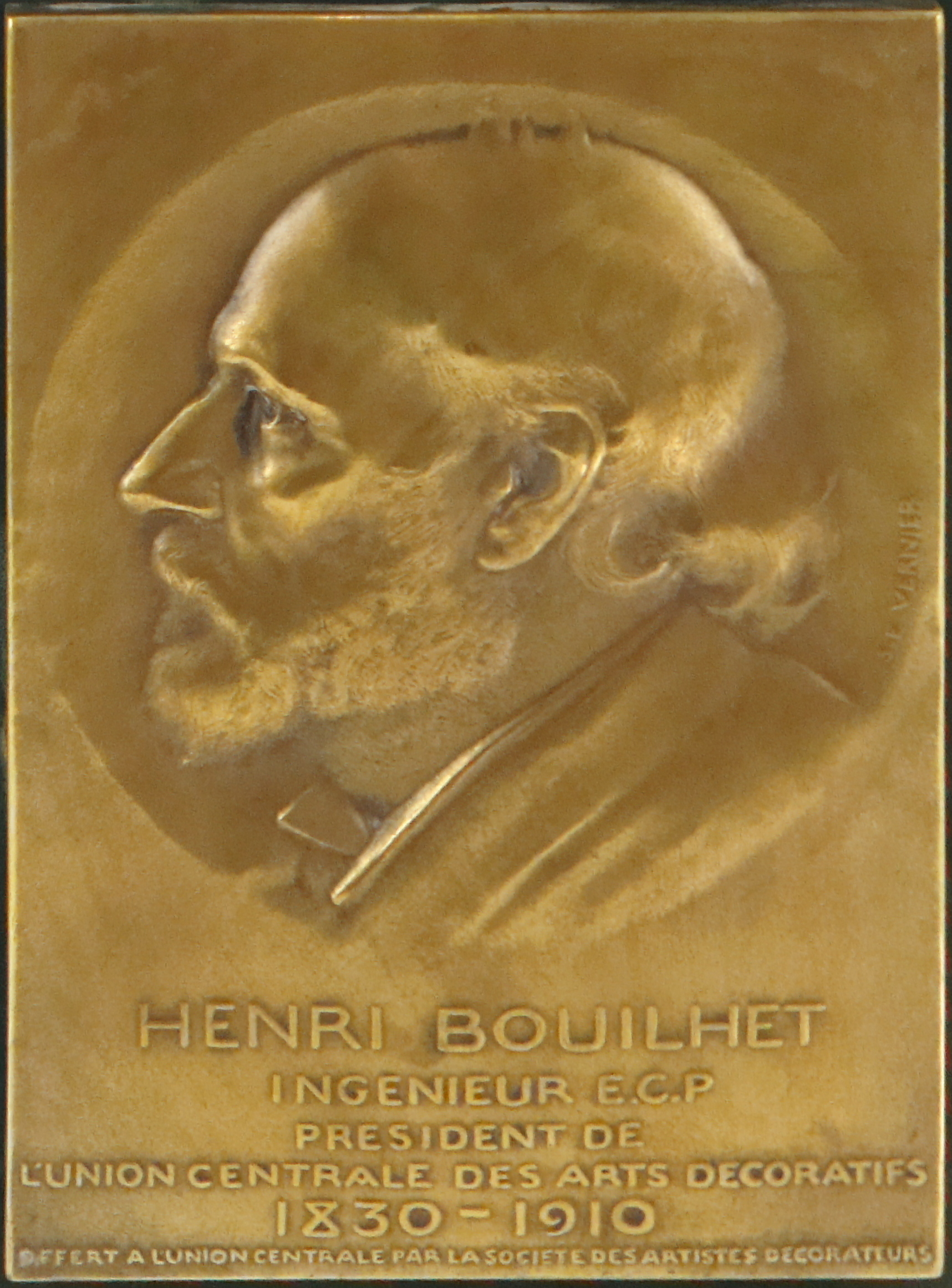
Gedenktafel an Henri Bouilhet im Musée de l’orfèvrerie Bouilhet-Christofle

Henri Bouilhet (* 1830 in Paris; † 1910 in Villerville) war französischer Chemieingenieur und Neffe von Charles Christofle.

## Biografie
Er studierte Chemieingenieurwesen an der École Centrale des Arts et Manufactures und absolvierte im Jahre 1851. Er trat dem Unternehmen Christofle bei und entwickelte die Galvanotechnik. Er war ein Mitbegründer der Union centrale des Arts décoratifs, dessen Präsident er im Jahre 1910 wurde.
Nach dem Tod des Gründers Charles Christofle wurde er gemeinsam mit dessen Sohn Paul Christofle (1838–1907) zum Mitinhaber der Manufaktur.
Vieler seiner Werke sind heute im Musée de l’orfèvrerie Bouilhet-Christofle ausgestellt. Ein bekanntes Silberservice von Kaiser Napoleon III., welches in den Ruinen des Tuilerienpalastes nach 1871 gefunden wurde, wurde von der Manufaktur erworben und von Paul Christofle und Henri Bouilhet dem Museum überlassen.
Als Mitinhaber der Manufaktur Christofle wurde Bouilhet gemeinsam mit Paul Christofle zum k.u.k. Hoflieferanten ernannt.